# Blattella sauteri
Blattella sauteri är en kackerlacksart som först beskrevs av Heinrich Hugo Karny 1915.  Blattella sauteri ingår i släktet Blattella och familjen småkackerlackor. Inga underarter finns listade.